# Donald Tusk
Donald Franciszek Tusk (Gdańsk, 22 de abril de 1957) é um político e historiador polonês que ocupa o cargo de primeiro-ministro da Polônia desde 2023, tendo já ocupado o cargo entre 2007 e 2014. Tusk foi presidente do Conselho Europeu (2014-2019) e líder do Partido Popular Europeu (2019-2022). Ele foi cofundador da Plataforma Cívica (PO), um dos principais partidos políticos poloneses, e tem sido seu líder de longa data – de 2003 a 2014 e novamente desde 2021. Ele é o primeiro-ministro com mais tempo de serviço da Terceira República Polonesa.
Tusk está oficialmente envolvido na política polonesa desde 1989, tendo cofundado vários partidos políticos, como o Partido Liberal Democrático (KLD), orientado para o livre mercado. Ele entrou pela primeira vez no Sejm em 1991, mas perdeu seu mandato em 1993. Em 1994, o KLD se fundiu com a União Democrática para formar a União da Liberdade. Em 1997, Tusk foi eleito para o Senado e tornou-se seu vice-marechal. Em 2001, cofundou outro partido liberal conservador de centro-direita, o PO, e foi novamente eleito para o Sejm, tornando-se seu vice-marechal. Tusk concorreu sem sucesso à Presidência da Polônia nas eleições de 2005 e também sofreu uma derrota nas eleições parlamentares polonesas de 2005.
Liderando a Plataforma Cívica à vitória nas eleições parlamentares de 2007, foi nomeado primeiro-ministro e obteve uma segunda vitória nas eleições de 2011, tornando-se o primeiro primeiro-ministro polonês a ser reeleito desde a queda do comunismo em 1989. Em 2014, ele deixou a política polonesa para aceitar o cargo de presidente do Conselho Europeu. A Plataforma Cívica perderia o controle da presidência e do parlamento para o partido rival Lei e Justiça (PiS) nas eleições presidenciais polonesas de 2015 e nas eleições parlamentares polonesas de 2015. Tusk foi presidente do Conselho Europeu até 2019; embora inicialmente tenha permanecido em Bruxelas como líder do PPE, ele retornou à política polonesa em 2021, tornando-se novamente líder da Plataforma Cívica. Nas eleições de 2023, sua Coalizão Cívica conquistou 157 cadeiras no Sejm, tornando-se o segundo maior bloco na câmara. Após o primeiro-ministro nomeado pelo presidente, Mateusz Morawiecki, não ter conseguido obter um voto de confiança em 11 de dezembro, Tusk foi eleito pelo Sejm para se tornar primeiro-ministro pela terceira vez. O seu gabinete tomou posse em 13 de dezembro, pondo fim a oito anos de governo do partido Lei e Justiça.
Tendo sido o primeiro-ministro mais antigo da Terceira República Polonesa, Tusk supervisionou, em seu primeiro mandato, a redução e a digitalização do setor público, desejando apresentar-se como um liberal realista pragmático e tecnocrata. Na preparação para a coorganização da Euro 2012 pela Polônia, ele investiu fortemente em infraestrutura, expandindo a rede rodoviária em detrimento do setor ferroviário. No seu segundo mandato, vários escândalos, promessas não cumpridas e um arrefecimento da economia em 2012-2014, em resultado das suas políticas de austeridade relacionadas com a crise da dívida europeia, levaram a uma queda no apoio público. No cenário dominado pelo Lei e Justiça (PiS) após suas vitórias eleitorais, como uma figura influente, ele se opôs ao que considerava um retrocesso democrático. Ao retornar ao poder em 2023, ele se concentrou em melhorar o Estado de Direito e aquecer as relações entre a Polônia e a UE. Desde então, como primeiro-ministro, Tusk continuou a ajudar a Ucrânia após a invasão russa. Em 2024, ele surpreendeu o público ao adotar temas de direita, como a oposição à migração ilegal, priorizando a segurança nas fronteiras, chegando ao ponto de suspender o direito de asilo para aqueles que cruzam ilegalmente a fronteira entre a Bielorrússia e a Polônia.

## Começo de vida
Tusk nasceu e cresceu em Gdańsk, no norte da Polônia. Ele tem ascendência polonesa e alemã (por parte de sua avó materna) e origens cassubianas, identificando-se como polaco, cassubiano e europeu. Seu pai, Donald Tusk Sr. (1929–1972), era carpinteiro, enquanto sua mãe, Ewa Tusk, nascida Dawidowska (1934–2009), era enfermeira. A língua materna de sua avó materna era o alemão de Danzigue.
Seu avô paterno, Józef Tusk (1907–1987), luthier e funcionário ferroviário, foi preso no campo de concentração de Neuengamme de 1942 a 1944. Como ex-cidadão da Cidade Livre de Danzigue, foi posteriormente recrutado à força para a Wehrmacht pelas autoridades nazistas. Estacionado na frente ocidental em Aachen, desertou após quatro meses e juntou-se às Forças Armadas Polonesas no Ocidente, lutando ao lado dos Aliados Ocidentais.
Tusk descreveu a cidade da sua juventude como “uma típica cidade fronteiriça” com “muitas fronteiras entre etnias”. A sua ascendência cassubiana, juntamente com um contexto familiar multilingue, moldou a sua consciência precoce de que “nada é simples na vida ou na história”, levando-o a desenvolver uma perspetiva política de que “é melhor ser imune a todo o tipo de ortodoxia, ideologia e, mais importante ainda, nacionalismo”.
Ele lembra sua juventude sob o comunismo como “tão desesperadora” devido à sua monotonia, sem “nenhuma esperança de que algo mudasse”. Ele considera seu eu jovem um “vândalo típico”, sempre se envolvendo em brigas – “nós vagávamos pelas ruas, sabe, procurando por brigas”. Tusk atribui seu interesse pela política ao fato de ter testemunhado confrontos entre trabalhadores em greve e a polícia de choque quando era adolescente.
Ele estudou história na Universidade de Gdańsk, graduando-se em 1980. Durante seu tempo na universidade, ele foi membro ativo do Comitê Estudantil da Solidariedade, opondo-se ao regime comunista da Polônia da época.

## Início da carreira política
Tusk foi um dos fundadores do Congresso Liberal Democrático (Kongres Liberalno-Demokratyczny KLD), que nas eleições de 1991 conquistou 37 cadeiras na Câmara dos Deputados. Mais tarde, o KLD fundiu-se com a União Democrática (UD) para formar a União da Liberdade (UW). Tusk tornou-se vice-presidente do novo partido e foi eleito para o Senado nas eleições seguintes, em 1997. Em 2001, ele cofundou a Plataforma Cívica e tornou-se vice-presidente do parlamento depois que o partido conquistou assentos nas eleições daquele ano.

## Eleição presidencial de 2005
À sombra do fim do segundo mandato do presidente Aleksander Kwaśniewski e da sua impossibilidade de se recandidatar a um terceiro mandato, Tusk e Lech Kaczyński eram os principais candidatos às eleições presidenciais. Embora ambos os candidatos fossem de centro-direita e os seus dois partidos tivessem planeado formar um governo de coligação após as eleições parlamentares de 25 de setembro, existiam diferenças importantes entre Tusk e Kaczyński. Tusk queria impor a separação entre Igreja e Estado, era a favor de uma rápida integração europeia e apoiava uma economia de mercado livre. Kaczyński era muito conservador em termos sociais, um eurocético moderado e apoiava a intervenção do Estado. Essas diferenças levaram ao fracasso das negociações da coalizão POPiS no final de outubro. Jacek Protasiewicz liderou sua equipe de campanha eleitoral. O lema da campanha de Tusk era: “Presidente Tusk – Um homem com princípios; Teremos orgulho da Polônia”. Na eleição, Tusk recebeu 36,6% dos votos no primeiro turno e enfrentou Kaczyński, que obteve 33,1% dos votos no primeiro turno.
No segundo turno, Tusk foi derrotado por Kaczyński.
Uma controvérsia durante a eleição foi a acusação de que o avô de Tusk, Józef Tusk, havia sido colaborador nazista durante a Segunda Guerra Mundial, tendo servido na Wehrmacht alemã durante a guerra. A controvérsia, de acordo com a BBC, “acredita-se ter influenciado negativamente alguns eleitores”.

## Educação
Depois de completar a Escola Secundária Mikołaj Kopernik, em Gdańsk, em 1976, começou os estudos em História na Faculdade de Humanidades na Universidade de Gdańsk, na qual se graduou em 1980. Donald Tusk começou a sua carreira política ainda nos tempos de estudante. Foi nessa altura que fundou o Comité de Estudantes do Solidariedade, na Universidade de Gdańsk, apoiado nos primeiros anos por Associações de Estudantes Independentes locais. Na Universidade, Donald Tusk escrevia também para a revista semanal “Samorządność” e colaborava com a União dos Sindicatos Livres da Costa (em polaco: Wolne Związki Zawodowe Wybrzeża, WZZW).

## Carreira política
Em 1991, Donald Tusk tornou-se inicialmente líder e depois presidente do Congresso Democrático Liberal. Diz-se que há ligações visíveis entre as ideias desse partido e as prioridades que conduzem o actual governo polaco. Tusk foi candidato nas eleições de 1991, que o tornaram membro do Primeiro Sejm da Terceira República da Polônia. Em 1994, tornou-se vice-presidente da União da Liberdade, um novo partido criado depois da junção do KLD com a União Democrática. Depois de perder o seu lugar na União da Liberdade, deixou o partido e ficou fora do Parlamento até 1997. No dia 24 de Janeiro de 2001, Donald Tusk fundou a Plataforma Cívica com dois outros políticos polacos. O partido começou por funcionar como Comité de Eleições, tornando-se pouco depois no único partido de oposição da Polónia, nessa altura. Ao mesmo tempo, Donald Tusk assumiu a função de vice-Marechal do Senado, onde permaneceu entre 2001 e 2005. Em 2003, quando Maciej Płażyński, o primeiro líder da Plataforma Cívica, deixou o partido Tusk ocupou o lugar que ainda ocupa nos dias de hoje.

## Primeiro e segundo gabinete (2007–2014)

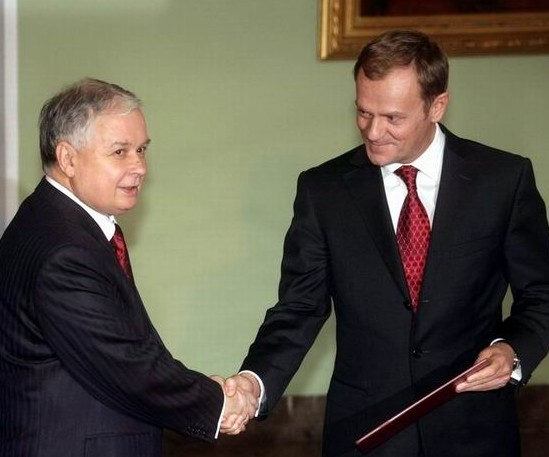
Donald Tusk (à direita) sendo nomeado primeiro-ministro pelo presidente Lech Kaczyński, em 9 de novembro de 2007

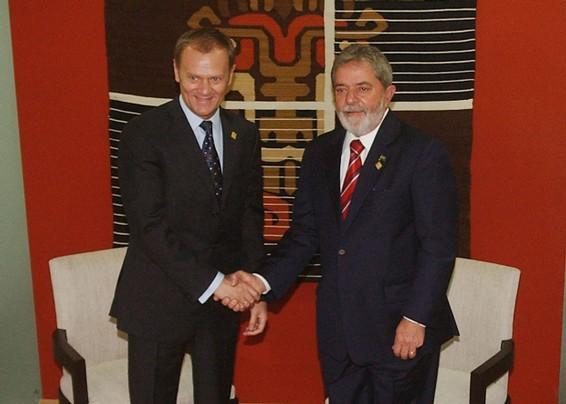
O primeiro-ministro da Polônia, Donald Tusk, e o presidente do Brasil, Luiz Inácio Lula da Silva, em 2008.

Tusk e seu partido Plataforma Cívica saíram vitoriosos na eleição parlamentar polonesa de 2007, derrotando o partido Lei e Justiça, do primeiro-ministro em exercício Jarosław Kaczyński, com cerca de 42% dos votos, contra 32% do partido Lei e Justiça. Tusk e seu gabinete reunido foram empossados em 16 de novembro, quando ele se tornou o décimo quarto primeiro-ministro da Terceira República Polonesa.
Na eleição parlamentar polonesa de 2011, a Plataforma Cívica manteve sua maioria parlamentar, dando a Tusk um segundo mandato como primeiro-ministro e tornando-o o primeiro primeiro-ministro da Polônia a ser reeleito desde a queda do comunismo. Em setembro de 2014, os líderes da União Europeia votaram unanimemente escolhendo Tusk como sucessor de Herman van Rompuy para Presidente do Conselho Europeu, o que deu à Polônia sua primeira posição de liderança europeia desde a queda do Muro de Berlim. Tusk renunciou ao cargo de primeiro-ministro e foi sucedido pela marechal do Sejm Ewa Kopacz.

### Política doméstica
Durante a campanha para as eleições parlamentares de 2007 e, inicialmente, quando assumiu o cargo, Tusk prometeu dar continuidade às políticas de livre mercado, simplificar a burocracia, adotar uma governança estável de longo prazo, reduzir os impostos para atrair mais empreendimentos comerciais estrangeiros, incentivar os cidadãos poloneses que vivem no exterior a retornar à Polônia e privatizar as empresas estatais. Mais tarde no cargo, Tusk mudou sua opinião sobre o papel da tributação no funcionamento do Estado e seu governo nunca reduziu nenhum imposto. Em vez disso, aumentou o IVA de 22% para 23% em 2011, aumentou o imposto sobre o óleo diesel, o álcool, o tabaco e o carvão, e eliminou várias isenções fiscais. O número de pessoas empregadas na administração pública também cresceu consideravelmente. Em 2012, o valor dos investimentos estrangeiros na Polônia não havia atingido o nível máximo alcançado em 2006-2007, antes da posse de Tusk. O número de poloneses que vivem no exterior em 2013 foi quase o mesmo que em 2007. Durante seu governo, Tusk supervisionou o programa de austeridade.
A construção de uma rede rodoviária nacional maior e mais adequada, em preparação para os campeonatos de futebol da UEFA 2012, foi uma das prioridades do governo de Tusk. Em 27 de outubro de 2009, Tusk declarou que queria proibir parcialmente os jogos de azar. Durante a pandemia de gripe suína de 2009, Tusk defendeu a decisão de seu governo de não comprar a vacina contra a gripe suína, citando a falta de testes por parte das empresas farmacêuticas e a indisponibilidade de ser comprada livremente no mercado. Tusk criticou as respostas de outras nações à pandemia. “A ânsia de alguns países parece ser excessiva e desproporcional à situação epidemiológica real”, afirmou Tusk, referindo-se à taxa de fatalidade relativamente baixa da pandemia.
Tusk é moderadamente conservador em questões sociais. Ele se opõe à legalização do aborto, acreditando que a legislação polonesa atual sobre o aborto naquela época (que permitia o aborto legal somente quando a gravidez ameaçava a vida ou a saúde da mulher, quando o feto era gravemente malformado ou quando a gravidez resultava de estupro ou incesto) protegia melhor a vida humana. Tusk declarou publicamente que se opõe à eutanásia.
Em junho de 2022, Tusk mudou sua posição sobre o aborto, apoiando um projeto de lei que legalizaria o aborto até 12 semanas.

### Política externa

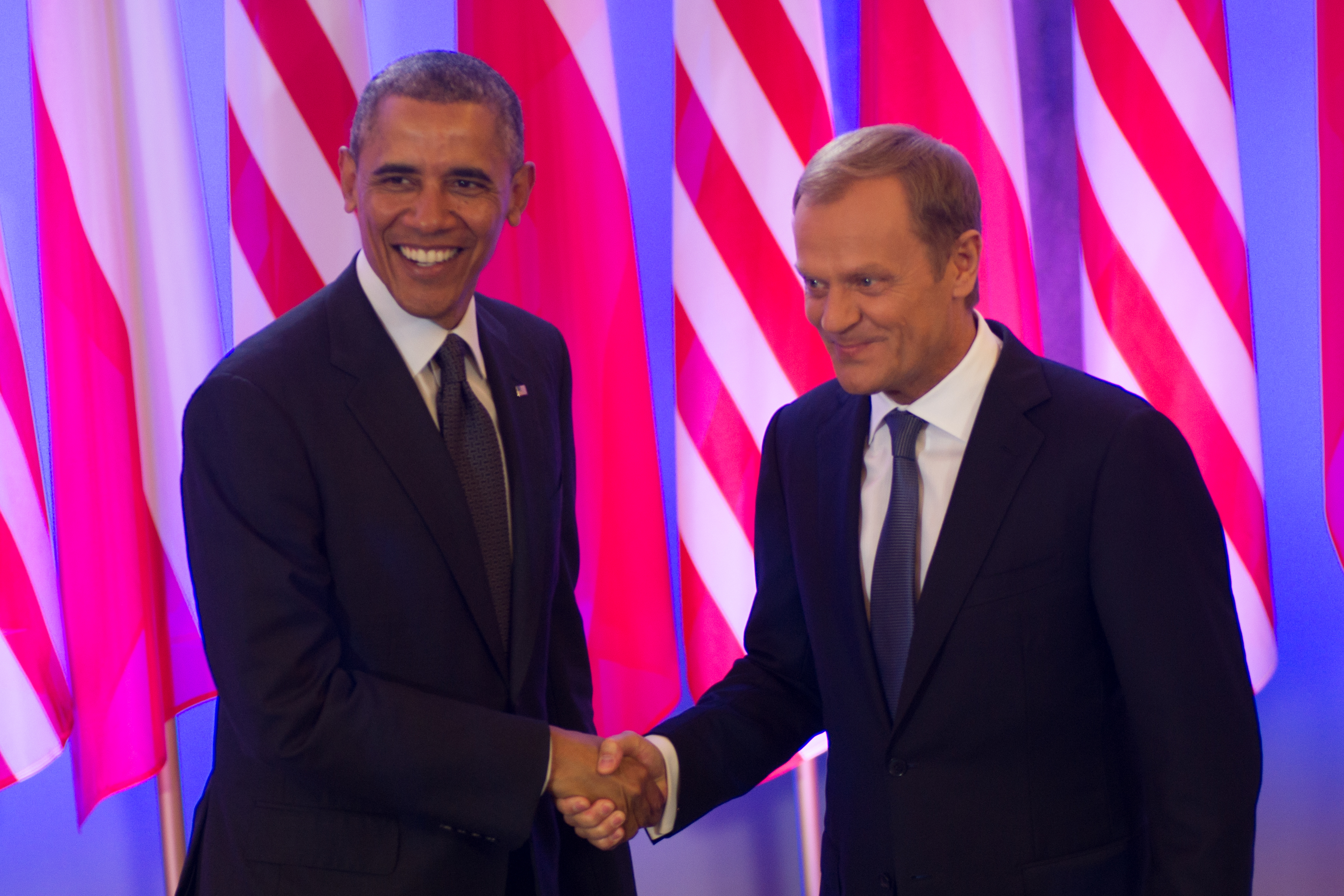
Primeiro-ministro Tusk com Barack Obama, junho de 2014

Na política externa, Tusk procurou melhorar as relações gravemente prejudicadas durante o governo anterior de Kaczyński, principalmente com a Alemanha e a Rússia. Embora tenha criticado as palavras da política alemã Erika Steinbach em relação à sua opinião sobre a expulsão dos alemães da Polônia após a Segunda Guerra Mundial, Tusk enfatizou a necessidade de relações calorosas com Berlim. Tusk também defendeu uma relação mais realista com Moscou, especialmente no que diz respeito à política energética. Durante o governo de Tusk, as proibições russas à carne e aos produtos agrícolas poloneses foram suspensas, enquanto a Polônia reverteu sua política oficial de discordância em relação a um acordo de parceria entre a União Europeia e a Rússia.
Durante um discurso proferido no Sejm nas primeiras semanas de seu governo, Tusk delineou uma proposta de retirada de unidades militares do Iraque, declarando que “conduziremos essa operação tendo em mente que nosso compromisso com nosso aliado, os Estados Unidos, foi cumprido e superado”. As últimas unidades militares polonesas concluíram sua retirada em outubro de 2008.

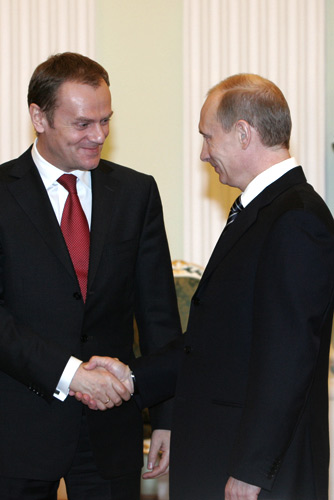
Primeiro-ministro Tusk com o presidente russo Vladimir Putin, fevereiro de 2008

Em relação aos planos dos EUA de instalar bases de escudo de defesa antimísseis no país, Tusk demonstrou ceticismo em relação ao projeto, dizendo que a presença dessas bases poderia aumentar os riscos à segurança da Rússia, e rejeitou as ofertas dos EUA no início de julho de 2008. Em agosto, entretanto, Tusk cedeu e apoiou o escudo antimísseis, declarando: "Atingimos o objetivo principal. Isso significa que nossos países, a Polônia e os Estados Unidos, estarão mais seguros". Após a decisão do presidente Barack Obama de descartar e revisar a estratégia de defesa antimísseis, Tusk descreveu a medida como “uma chance de fortalecer a cooperação entre a Polônia e os EUA na área de defesa...” Ele disse: “Levei essa declaração do presidente Obama muito a sério e com grande satisfação”.
Tusk anunciou que os soldados poloneses não entrariam em ação militar na Líbia, embora tenha expressado seu apoio à intervenção militar de 2011 na Líbia e se comprometido a oferecer apoio logístico.
Ao contrário da condenação de governos estrangeiros e da liderança da União Europeia, Tusk apoiou o primeiro-ministro húngaro Viktor Orbán em seus esforços para implementar uma nova e controversa constituição. Tusk declarou que as controvérsias democráticas da constituição húngara eram “exageradas” e que a Hungria tinha “um padrão de democracia de nível europeu”. O apoio de Tusk ao governo húngaro gerou uma rara demonstração de solidariedade com a oposição Lei e Justiça, que também demonstrou publicamente apoio aos esforços de Orbán.
No início de 2012, Tusk anunciou seu apoio ao compromisso da Polônia em assinar o Acordo Internacional de Comércio Anticontrafação (ACTA). Em resposta, os sites da Chancelaria, Sejm e Presidência foram hackeados em meados de janeiro. Depois que o Anonymous reivindicou a responsabilidade pelo ataque na Web, Tusk não se intimidou com os protestos na Internet, autorizando o embaixador polonês no Japão a assinar o acordo, mas prometeu que a legislação final no Sejm não seria levada adiante sem garantias em relação à liberdade de acesso à Internet. Apesar das garantias do governo, protestos em massa eclodiram no final de janeiro, com manifestações realizadas em Varsóvia, Cracóvia, Wrocław e Kielce. Outros ataques na Web foram registrados no site do ministro das Relações Exteriores, Radek Sikorski.

#### Política Europeia

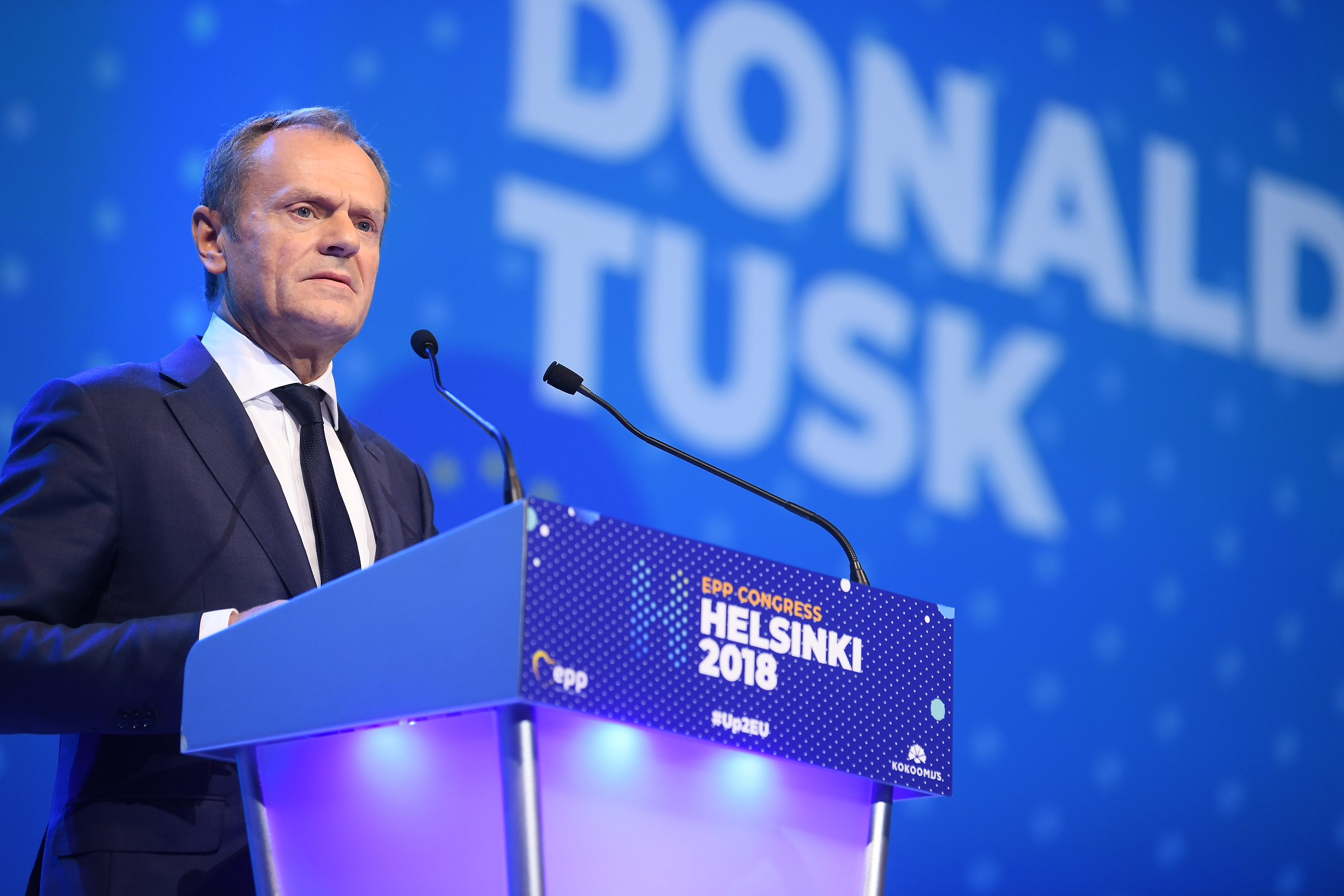
Tusk no Congresso do Partido Popular Europeu em Helsinque, Finlândia, em 8 de novembro de 2018

Na política continental, Tusk apoiou firmemente uma maior integração política e econômica dentro da União Europeia, apoiando fortemente a implementação do Tratado de Lisboa, em forte contraste com a oposição veemente do presidente Lech Kaczyński. Tusk declarou repetidamente a intenção de seu governo de trazer a Polônia para a zona do euro. Originalmente querendo introduzir o euro até 2012, Tusk previu em 2009 o ano de início de 2015 como “uma meta realista e não excessivamente ambiciosa”. No entanto, durante a crise da dívida soberana europeia, Tusk e seu governo demonstraram menos otimismo em aderir à união monetária nas circunstâncias econômicas atuais, o que levou o Ministro das Finanças, Jan Vincent-Rostowski, a chamar qualquer medida de “impensável”. Apesar de não ser membro da zona do euro, Tusk pressionou para que a Polônia, juntamente com os outros estados da UE que não fazem parte da zona do euro, fosse incluída nas futuras negociações financeiras do euro.
Entre julho e dezembro de 2011, a Polônia, sob o governo de Tusk, presidiu a Presidência do Conselho da União Europeia. Durante sua presidência, a Polônia apoiou e saudou a entrada da Croácia na União Europeia por meio do Tratado de Adesão de 2011.
Apesar de ser um membro constituinte do Triângulo de Weimar com seus colegas da Alemanha e da França, Tusk demonstrou descontentamento com os papéis dominantes da chanceler alemã Angela Merkel e do presidente francês Nicolas Sarkozy nas negociações da zona do euro, observando ao jornal italiano Corriere della Sera, em janeiro de 2012, que “isso não deve se traduzir em um monopólio político duradouro: as coisas não podem ser deixadas para apenas duas capitais da Europa”.

### Reforma constitucional
Depois de ser eleito primeiro-ministro, as relações entre Tusk e o presidente Lech Kaczyński foram muitas vezes acrimoniosas devido às diferentes ideologias políticas e ao papel constitucional da presidência. Usando os poderes de veto presidencial, Kaczyński bloqueou a legislação elaborada pelo governo de Tusk, incluindo a reforma da previdência, os planos de zoneamento agrícola e urbano e a reestruturação da televisão estatal.
Em seu governo, Tusk propôs várias reformas na constituição polonesa. Em 2009, Tusk propôs mudanças no poder da presidência, abolindo o veto presidencial. "O presidente não deveria ter poder de veto. As pessoas tomam suas decisões nas eleições e as instituições estatais não devem entrar em conflito", disse Tusk. Tusk reiterou novamente seu desejo por uma reforma constitucional em fevereiro de 2010, propondo que o veto presidencial fosse anulado por uma maioria parlamentar simples, em vez de uma votação de três quintos. “O veto presidencial não poderia bloquear efetivamente a vontade da maioria do parlamento, que venceu as eleições e formou o governo”, afirmou Tusk. Outras reformas constitucionais propostas por Tusk incluem a redução do Sejm de 460 para 300 membros, “não apenas por causa de sua economia, mas também porque o número excessivo de causas dos membros embaça certos planos e projetos”. Da mesma forma, Tusk propôs mudanças radicais no Senado, preferindo abolir completamente a câmara alta, mas, devido a preocupações constitucionais e demandas da coalizão júnior do Partido Popular Polonês, Tusk propôs reduzir o Senado de 100 para 49, incluindo ex-presidentes no Senado para que tivessem experiência política e conhecimento em assuntos de Estado. A imunidade parlamentar de todos os membros do Sejm e do Senado também seria retirada, exceto em situações especiais. Além disso, Tusk propôs que o papel do primeiro-ministro nas decisões de política externa fosse bastante ampliado. Ao diminuir o papel do presidente na governança, o poder executivo ficaria ainda mais concentrado no primeiro-ministro, diretamente responsável pelo gabinete e pelo Sejm, além de evitar confusão sobre a representação da Polônia em cúpulas internacionais ou da UE. O partido conservador de oposição Law and Justice criticou profundamente as propostas de reforma constitucional de Tusk, optando por se opor à legislação para que a presidência obtivesse maior poder sobre o primeiro-ministro.
Em uma entrevista ao Financial Times em janeiro de 2010, perguntaram a Tusk se ele considerava concorrer novamente como candidato da Plataforma Cívica para a eleição presidencial daquele ano. Tusk respondeu que, embora a eleição presidencial normalmente atraísse o maior número de eleitores para as urnas e continuasse sendo a disputa de maior visibilidade na Polônia, a presidência tinha pouco poder político além do veto, e preferia continuar como primeiro-ministro. Embora não tenha excluído formalmente sua candidatura, Tusk declarou: “Eu gostaria muito de continuar a trabalhar no governo e na Plataforma Cívica, porque esse me parece ser o elemento-chave para garantir o sucesso na corrida civilizacional em que estamos envolvidos”. Um dia após a entrevista, Tusk anunciou formalmente sua intenção de permanecer como primeiro-ministro, permitindo que seu partido escolhesse outro candidato (e eventual vencedor), Bronisław Komorowski.

## Presidente do Conselho Europeu (2014–2019)

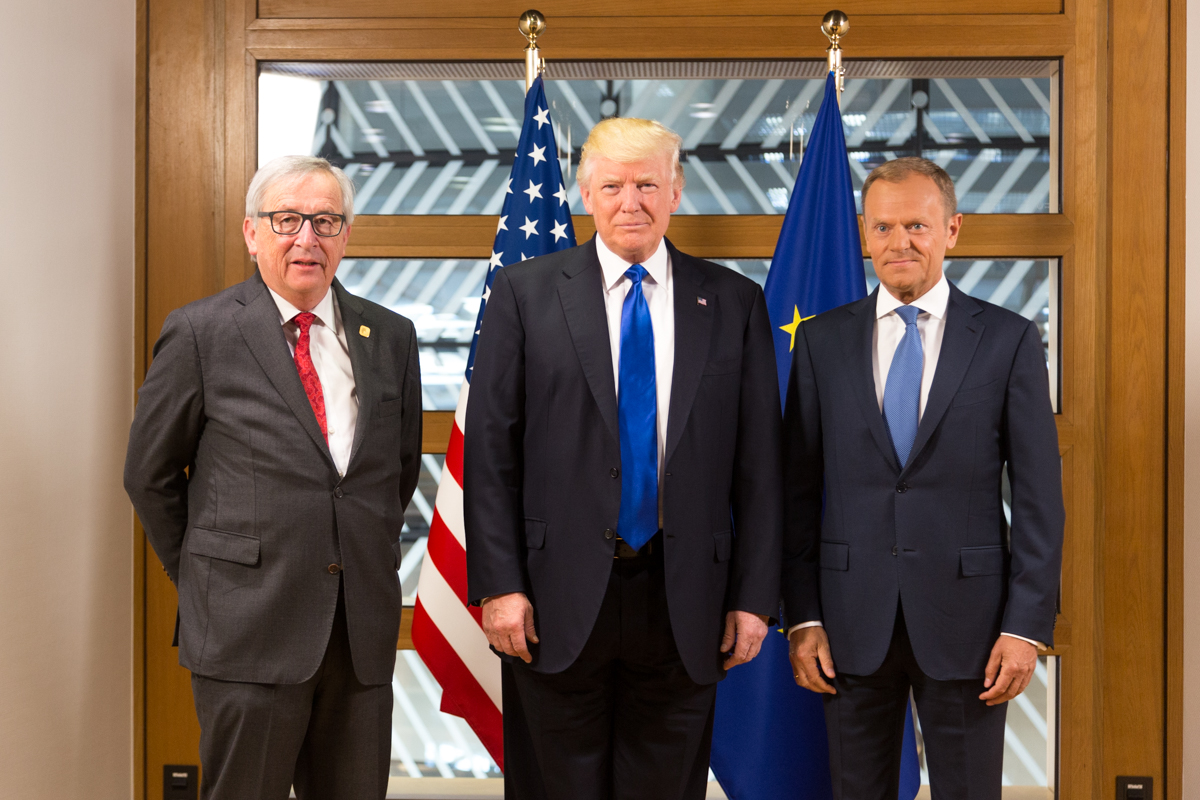
Reunião de Tusk com o presidente da Comissão Europeia, Jean-Claude Juncker, e o presidente dos EUA, Donald Trump, em maio de 2017

Tusk sucedeu Herman Van Rompuy como presidente do Conselho Europeu em 1º de dezembro de 2014. Depois de assumir o cargo, Tusk trabalhou para promover uma resposta europeia unificada à intervenção militar da Rússia na Ucrânia. Tusk tentou coordenar a resposta da UE à crise migratória europeia e advertiu os migrantes econômicos ilegais a não virem para a Europa. Antes do referendo sobre a saída do Reino Unido da União Europeia, Tusk alertou sobre as terríveis consequências caso o Reino Unido vote pela saída. Depois que o Reino Unido votou pela saída do país da UE, ele adotou uma linha dura em relação à saída do Reino Unido da União Europeia, afirmando que a única alternativa real do país para um “Brexit difícil” é um “não Brexit”. Em setembro de 2018, ele causou polêmica depois que sua conta oficial no Instagram publicou uma imagem de si mesmo entregando uma fatia de bolo à primeira-ministra britânica Theresa May, com a legenda: "Um pedaço de bolo, talvez? Desculpe, sem cerejas". Em 2018, Tusk se opôs ao gasoduto Nord Stream 2 da Rússia para a Alemanha.
Em 31 de janeiro de 2017, Tusk escreveu uma carta aberta aos 27 chefes de estado ou de governo da UE sobre o futuro da UE antes da cúpula de Malta. Nessa carta, ele afirmou que o governo Trump representava uma ameaça para a UE, assim como uma China recém-afirmada, uma Rússia agressiva e “guerras, terror e anarquia no Oriente Médio e na África”. Em 9 de março de 2017, Tusk foi reeleito para um segundo mandato até 30 de novembro de 2019. Ele recebeu 27 dos 28 votos; o único voto contra ele veio de Beata Szydło, a primeira-ministra da Polônia. As ações de Tusk após o acidente de avião de 2010 que matou o então presidente polonês Lech Kaczyński provocaram a oposição do partido de direita que governa a Polônia - os críticos disseram que o governo centrista de Tusk não investigou suficientemente a causa do acidente. Szydło se recusou a assinar a declaração da UE emitida no final da reunião do conselho em protesto contra a reeleição de Tusk, embora outros líderes da UE tenham se manifestado a favor dele; o primeiro-ministro Mark Rutte, da Holanda, chamou-o de “um excelente presidente”, o presidente da Comissão Europeia, Jean-Claude Juncker, e a chanceler alemã, Angela Merkel, fizeram declarações apoiando a votação. Donald Tusk afirma que não haverá vencedores do Brexit e que os dois anos seguintes ao acionamento do Artigo 50 serão um período de limitação de danos.
Em fevereiro de 2018, Tusk instou a Turquia a “evitar ameaças ou ações contra qualquer membro da UE e, em vez disso, comprometer-se com relações de boa vizinhança, solução pacífica de conflitos e respeito à soberania territorial”. Tusk também expressou preocupação com a invasão turca do norte da Síria em 2018. Em resposta à morte do ganhador do Prêmio Nobel da Paz chinês, Liu Xiaobo, que morreu de falência de órgãos enquanto estava sob custódia do governo, Tusk e Jean-Claude Juncker disseram em uma declaração conjunta que receberam a notícia da morte de Liu “com profunda tristeza”.
Em 6 de fevereiro de 2019, Tusk conversou com o primeiro-ministro irlandês Leo Varadkar em Bruxelas para discutir a saída do Reino Unido da União Europeia, afirmando que havia um “lugar especial no inferno para aqueles que promoveram o Brexit sem sequer um esboço de um plano de como realizá-lo com segurança”. Tusk iniciou sua declaração dizendo que faltavam 50 dias para a saída do Reino Unido da UE: "Sei que ainda há um grande número de pessoas no Reino Unido e no continente, bem como na Irlanda, que desejam reverter essa decisão. Sempre estive com vocês, de todo o meu coração. Mas os fatos são inconfundíveis. No momento, a postura pró-Brexit do Primeiro-Ministro do Reino Unido e do Líder da Oposição exclui essa questão. Digo isso sem satisfação, mas não se pode argumentar contra os fatos."
Em 24 de agosto de 2019, em Biarritz, para a Cúpula do G7, Tusk falou aos repórteres sobre o Brexit, afirmando que “uma coisa com a qual não vou cooperar é sem acordo”. Ele também disse que esperava que Boris Johnson não entrasse para a história como o “Sr. Sem Acordo”. Em setembro de 2019, Tusk disse que a UE deveria abrir negociações de adesão com a Albânia e a Macedônia do Norte.
Tusk condenou a ofensiva turca de 2019 no nordeste da Síria. Ele repreendeu o presidente turco Recep Tayyip Erdoğan por ameaçar enviar milhões de refugiados sírios para a Europa e denunciou a operação turca no norte da Síria como desestabilizadora da região, que ele exigiu que fosse interrompida.
Ao escrever sobre seu mandato como presidente do Conselho Europeu, a cientista política da LSE Sara Hagemann disse que “ele definiu o tom para uma agenda liberal e progressista em um momento de ameaça significativa de vozes populistas e pró-russas na Europa”.

## Terceiro gabinete (2023–presente)

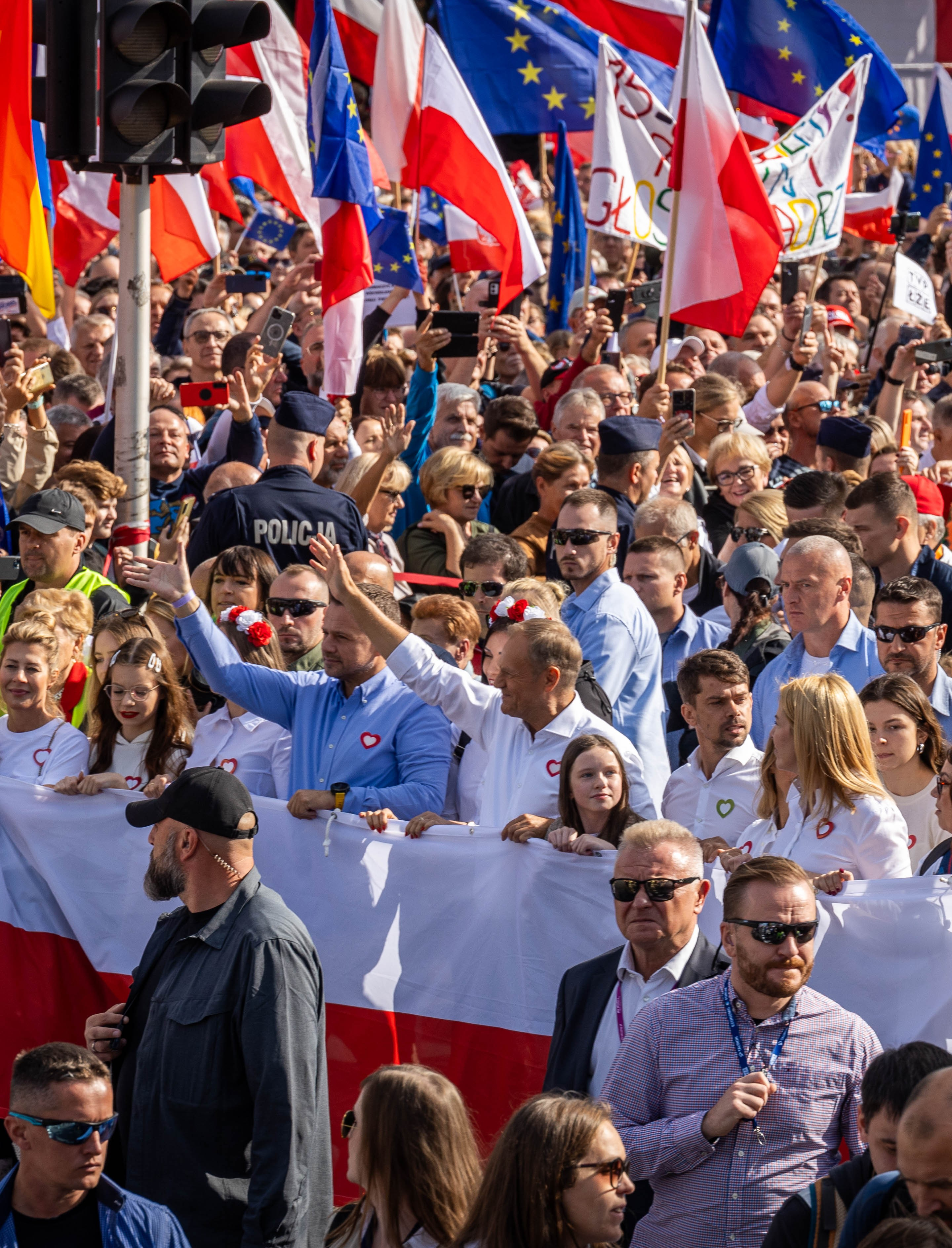
Donald Tusk na Marcha de um Milhão de Corações, 1º de outubro de 2023

Em julho de 2021, Donald Tusk retornou a Varsóvia, voltando a participar ativamente da política polonesa como líder da Plataforma Cívica. Em maio de 2022, Tusk estava entre as principais figuras consideradas pela oposição para o possível papel de futuro primeiro-ministro, no entanto, sua aprovação pública geral foi registrada em 24,4% no mesmo período.
Em 2023, Tusk organizou e liderou importantes protestos contra o governo em Varsóvia. A primeira manifestação, com o objetivo de se opor ao retrocesso democrático na Polônia, ocorreu em 4 de junho, marcando o 34º aniversário das eleições semi-livres da Polônia em 1989. O comparecimento foi estimado em 300.000 a 500.000 pessoas, tornando o evento uma das maiores manifestações da Polônia desde a queda do comunismo em 1989. Um protesto subsequente, apelidado de “Marcha de um Milhão de Corações”, ocorreu em 1º de outubro, atraindo centenas de milhares de pessoas em um esforço para galvanizar o apoio da oposição antes das eleições parlamentares marcadas para 15 de outubro.
Durante sua campanha, Tusk defendeu a expansao dos direitos LGBT, incluindo a introdução de uniões civis entre pessoas do mesmo sexo.

### Eleição parlamentar de 2023
Na eleição parlamentar polonesa de 2023, a Coalizão Cívica de Tusk terminou como o segundo maior bloco no Sejm. Entre eles, a Coalizão Cívica e dois outros partidos de oposição, Terceira Via e Nova Esquerda, obtiveram 54% dos votos, conquistando assentos suficientes para permitir que assumissem o poder. Em 10 de novembro, a Coalizão Cívica, a Nova Esquerda, o Partido Popular Polonês e o Polônia 2050 assinaram formalmente um acordo para apoiar Tusk como seu candidato a primeiro-ministro. O presidente Andrzej Duda nomeou o titular do PiS, Mateusz Morawiecki, para outro mandato como primeiro-ministro. No entanto, Morawiecki não conseguiu o apoio necessário para permanecer no cargo, já que o PiS e seus aliados ficaram 40 cadeiras abaixo da maioria. Com isso em mente, Tusk anunciou publicamente o acordo antes da nova Sejm se reunir para mostrar que ele e a oposição estavam prontos para governar. O gabinete de Morawiecki foi empossado em 27 de novembro, mas era amplamente esperado que perdesse um voto de confiança. De acordo com a constituição, se Morawiecki não ganhasse um voto de confiança dentro de duas semanas após a posse, o Sejm tinha o direito de designar seu próprio candidato a primeiro-ministro, e Duda era obrigado a nomear a pessoa assim designada. No papel, os quatro partidos que assinaram o acordo tinham os votos para designar Tusk como candidato do Sejm. O gabinete de Morawiecki perdeu um voto de confiança no Sejm em 11 de dezembro por 190 votos a 266. Posteriormente, o Sejm indicou Tusk como seu candidato a primeiro-ministro, com 248 votos a favor e 201 contra. O gabinete de Tusk foi empossado em 13 de dezembro.

### Política doméstica
Ao assumir o cargo, Tusk demitiu os principais executivos da Telewizja Polska, a emissora de serviço público nominalmente independente, considerada naquele momento “uma máquina de propaganda para o governo do PiS”, prometendo “transformar a mídia estatal polonesa em uma fonte de informações confiáveis”. As demissões resultaram em um protesto de partidários do PiS nas instalações da emissora nacional, bem como em uma discussão entre Tusk e o presidente Duda. Stanley Bill, professor de Estudos Poloneses na Universidade de Cambridge, afirmou que Tusk poderia ter sido motivado por um motivo pessoal adicional, já que a narrativa da emissora controlada pelo Estado o demonizava continuamente durante o governo do PiS.
Em fevereiro de 2024, em resposta aos protestos dos agricultores europeus, Tusk disse que pressionaria por mudanças no Acordo Verde Europeu. Em março de 2024, ele insistiu que a Polônia seguiria seu próprio caminho “sem coerção europeia”. Em janeiro de 2025, ele culpou o Acordo Verde Europeu pelos altos preços da energia na UE.
Tusk está promovendo durante seu mandato o desenvolvimento da energia nuclear civil na Polônia e assinou acordos de cooperação nuclear civil com o Japão, Canadá, Chéquia, Suécia e França. Ele anunciou a atualização da parceria entre a empresa estatal polonesa Polskie Elektrownie Jądrowe (PEJ) e um consórcio liderado pelas empresas americanas Westinghouse e Bechtel para o avanço do projeto AP1000® de três unidades em Choczewo, na voivodia da Pomerânia. Ele convidou um investidor financeiro privado para a construção de uma segunda usina de energia.
O governo de Tusk supervisionou as prisões dos deputados Mariusz Kamiński e Maciej Wąsik, ambos julgados por abuso de autoridade desde 2015. O presidente Duda concedeu perdão a ambos os acusados, que continuaram a servir como ministros e membros do Sejm enquanto seus julgamentos prosseguiam. Os indultos se envolveram em uma batalha jurídica devido ao fato do indulto ter ocorrido antes do veredito final, com a Suprema Corte da Polônia decidindo, em última instância, que eles eram inválidos por terem ocorrido antes da sentença. Ambos os parlamentares permaneceram no Palácio Presidencial em uma tentativa de que Duda os protegesse, mas a polícia prendeu os condenados ao entrar nas instalações presidenciais, destacando as tensões entre o primeiro-ministro e o presidente.
Em abril de 2024, Tusk se opôs ao Pacto de Migração da UE, afirmando que “protegeremos a Polônia do mecanismo de realocação”.
Em outubro de 2024, Tusk anunciou planos para suspender temporariamente o direito dos migrantes de buscar asilo na Polônia, citando abusos no contexto da atividade de guerra híbrida realizada pela Bielorrússia e pela Rússia, resultando na crise da fronteira da UE. O plano, incluído na nova estratégia de migração do governo, foi inicialmente considerado controverso, mas acabou recebendo a aprovação de outros líderes da UE.
Em janeiro de 2025, Tusk apoiou propostas para reduzir os benefícios pagos pela Polônia aos refugiados ucranianos, limitando a elegibilidade àqueles que realmente vivem no país.
Em fevereiro de 2025, Tusk revelou planos de desregulamentação econômica para estimular o crescimento, nomeando o CEO da InPost, Rafał Brzoska, para liderar a equipe de consultoria.

### Política externa

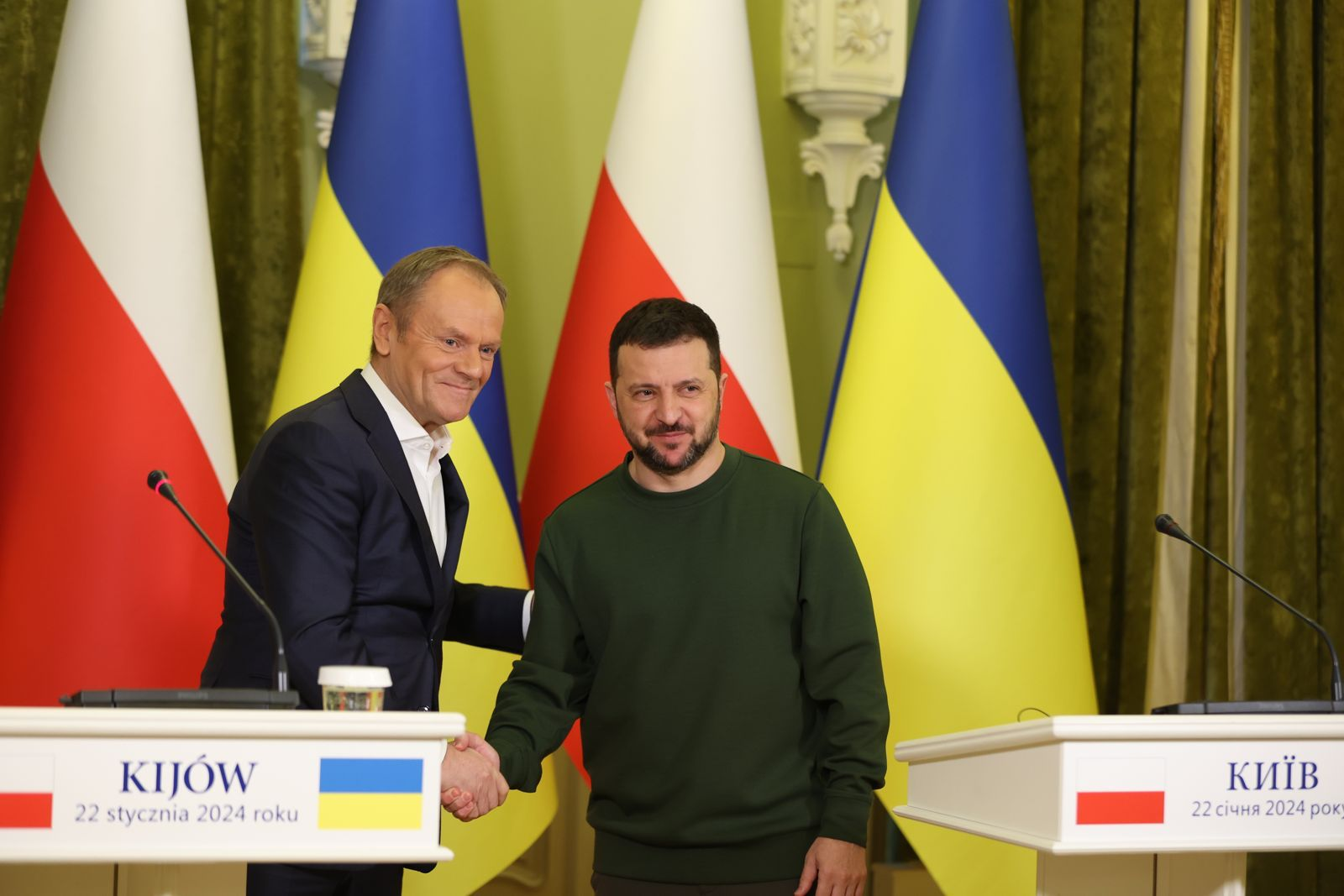
Reunião com o presidente Volodymyr Zelensky em Kiev, 2024

Em 22 de janeiro de 2024, Tusk chegou a Kiev, na Ucrânia, em uma visita de trabalho e se reuniu com o presidente ucraniano Volodymyr Zelensky. Ele afirmou que todos aqueles que escolheram a neutralidade na Guerra Russo-Ucraniana e não apoiaram a Ucrânia mereciam “o lugar mais sombrio do inferno político”, pedindo a “mobilização total” do Ocidente. Tusk apoiou os esforços para fortalecer a força europeia diante da Rússia, proclamando que “não há motivo para a UE ser mais fraca do que a Rússia” após uma série de comentários feitos pelo então candidato à presidência dos EUA, Donald Trump, dizendo que deixaria a Rússia fazer “o que bem entendesse” com os países da OTAN que não cumprissem os compromissos de gastos.

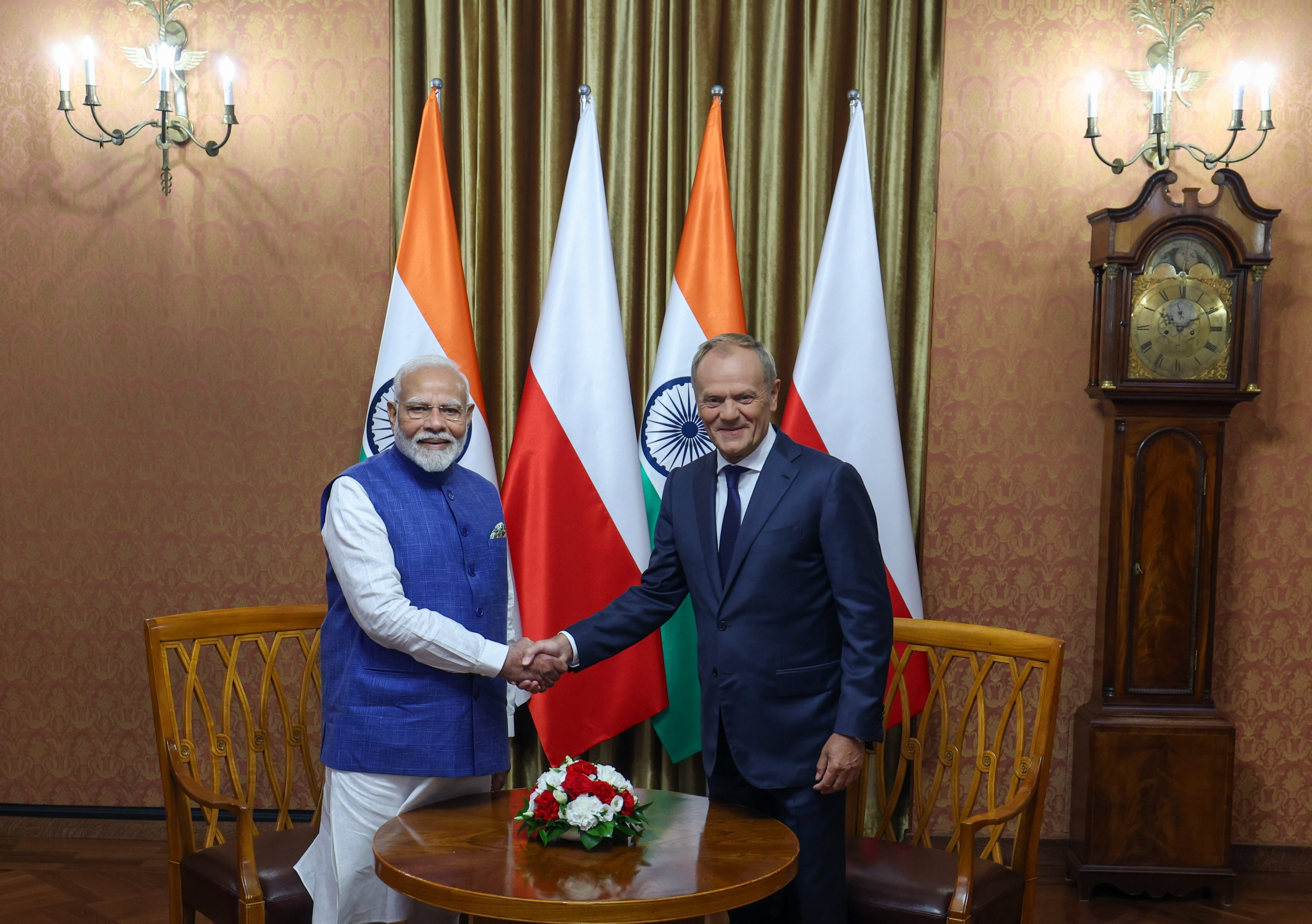
Tusk e o primeiro-ministro indiano Narendra Modi durante uma reunião oficial em Varsóvia, em 22 de agosto de 2024

Em maio de 2024, Tusk criticou os mandados de prisão do Tribunal Penal Internacional para o primeiro-ministro israelense Benjamin Netanyahu, juntamente com os líderes do Hamas, dizendo que “a tentativa de mostrar que o primeiro-ministro de Israel e os líderes de organizações terroristas são os mesmos, e o envolvimento de instituições internacionais nisso é inaceitável”. Os líderes de Israel e do Hamas são suspeitos de cometer crimes de guerra em Gaza.
Em agosto de 2024, Tusk declarou que a adesão da Ucrânia à União Europeia não seria possível sem resolver a questão das vítimas polonesas do Genocídio da Volínia e sua devida lembrança, repetindo as palavras do Ministro da Defesa Władysław Kosiniak-Kamysz proferidas alguns dias antes em uma coletiva de imprensa. A declaração do primeiro-ministro foi uma reação ao então ministro das Relações Exteriores da Ucrânia, Dmytro Kuleba, que sugeriu que essa questão deveria ser deixada para os historiadores.
Em janeiro de 2025, Tusk garantiu passagem segura para que autoridades israelenses de alto escalão viajassem para um evento que marcava o 80º aniversário da libertação do campo de concentração de Auschwitz pelas tropas soviéticas, apesar de um mandado de prisão emitido para o primeiro-ministro israelense Benjamin Netanyahu pelo Tribunal Penal Internacional.

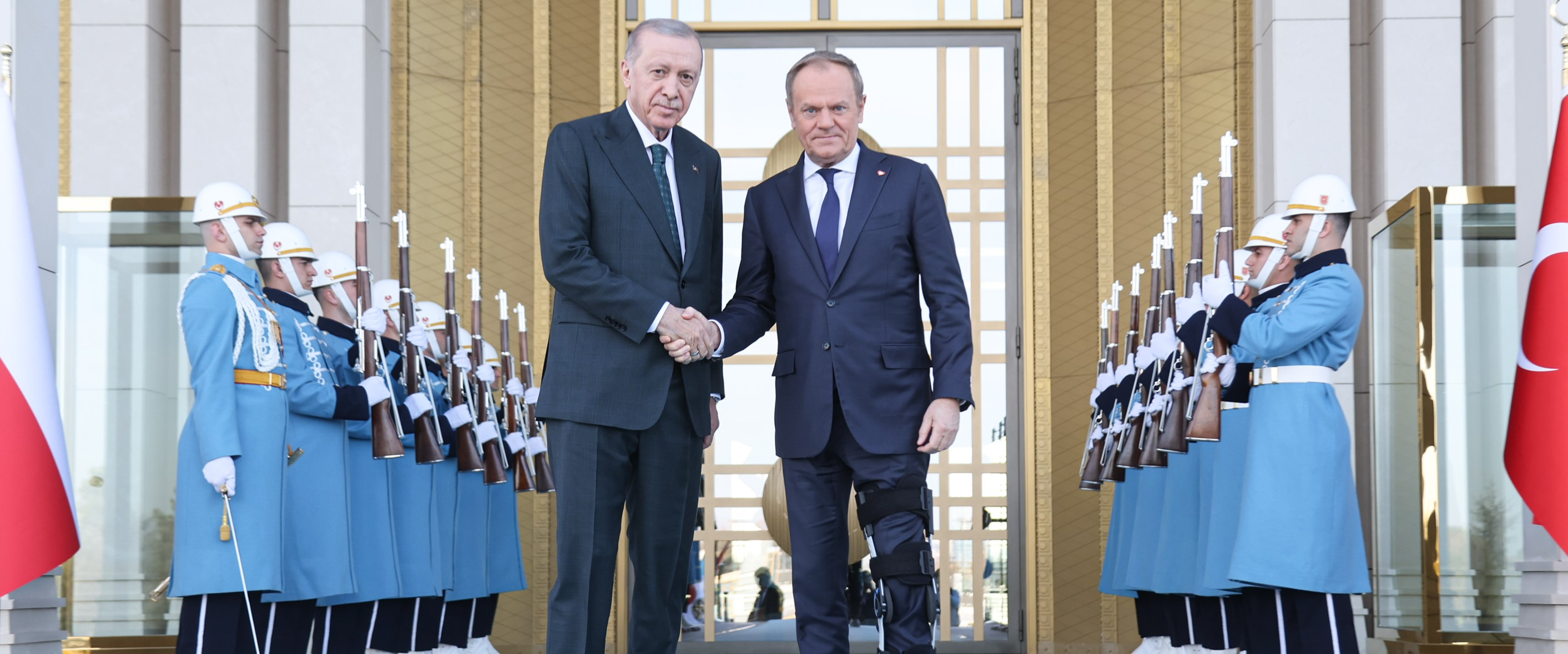
Tusk com o presidente turco Recep Tayyip Erdoğan em Ancara, em 12 de março de 2025

Em fevereiro de 2025, a Polônia era o principal gastador de defesa da Europa, alocando 4,7% de seu PIB para despesas militares e excedendo significativamente o limite da meta da OTAN. Tusk enfatizou a manutenção de fortes relações entre os EUA e a Europa, ao mesmo tempo em que defendeu o aumento das capacidades de defesa europeias. Ele descartou o envio de tropas polonesas para a Ucrânia como parte de uma força de manutenção da paz pós-cessar-fogo, divergindo da ideia do presidente francês Emmanuel Macron.

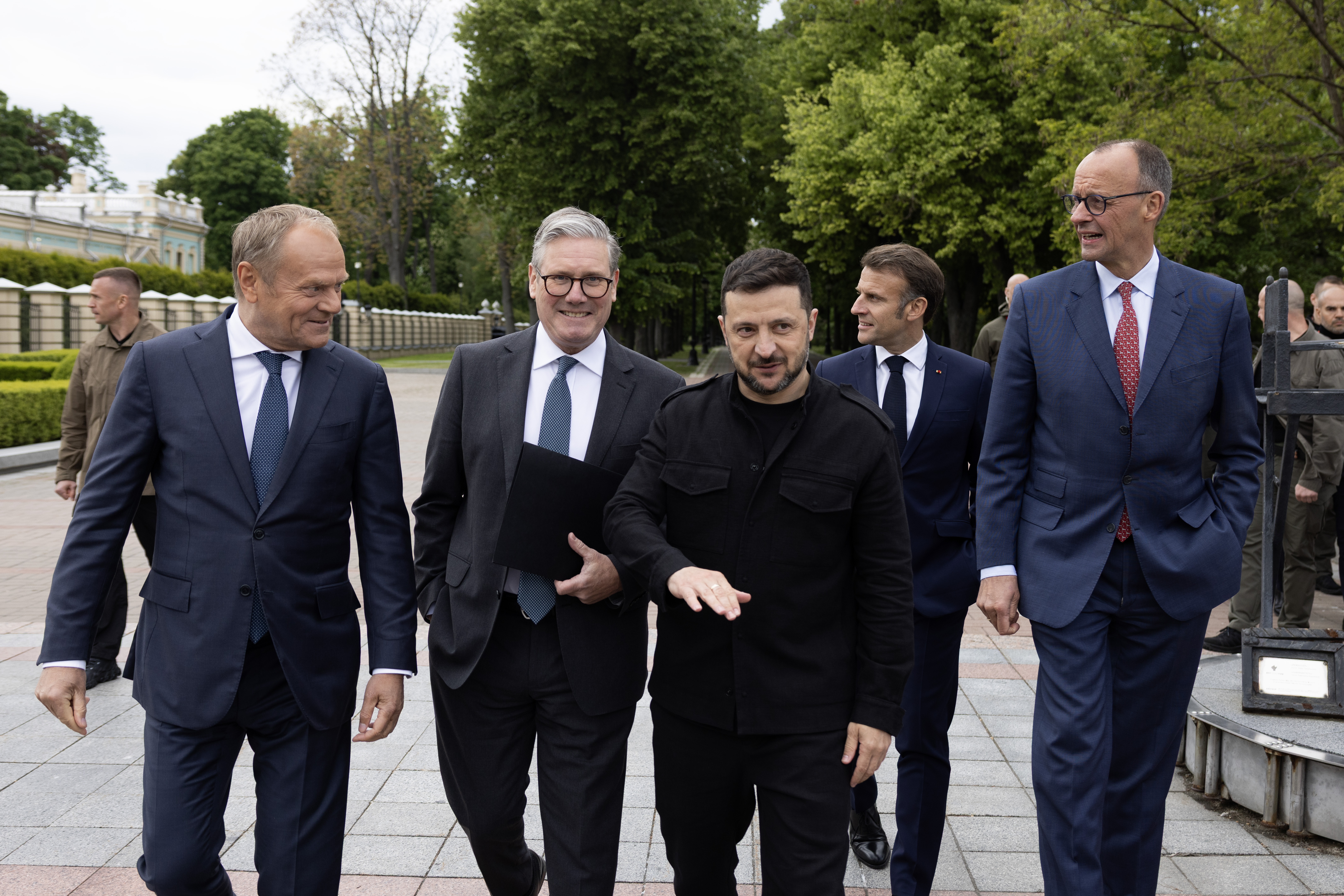
Tusk ao lado do primeiro-ministro britânico Keir Starmer, do presidente ucraniano Volodymyr Zelensky, do presidente francês Emmanuel Macron e do chanceler alemão Friedrich Merz

Em março de 2025, Tusk enfatizou a necessidade de uma Europa unida e bem armada, propondo a criação de um “Banco de Defesa” europeu para financiar investimentos militares. Ele destacou o paradoxo de “500 milhões de europeus pedindo a 300 milhões de americanos que os defendam de 140 milhões de russos”.

## Vida pessoal
Donald Tusk casou-se com Małgorzata Sochacka em 1978, em Gdańsk, quando ambos eram estudantes. O casal tem dois filhos, um filho Michał (nascido em 1982) e uma filha Katarzyna (nascida em 1987), além de cinco netos. Eles moram principalmente em Sopot.
Seu filho Michał trabalhou como porta-voz e consultor da companhia aérea OLT Express, de propriedade de um banco paralelo, o Amber Gold, que mais tarde foi revelado como um esquema Ponzi operando durante o primeiro mandato de Tusk como primeiro-ministro. Em 2017, Michał Tusk testemunhou perante uma comissão parlamentar de investigação sobre o assunto.
Tusk pertence à minoria cassubiana da Polônia. Em uma entrevista ao jornal israelense Haaretz, em dezembro de 2008, ele comparou sua própria história familiar à experiência judaica, descrevendo a minoria cassubiana como um povo que, “assim como os judeus, são pessoas que nasceram e vivem em áreas de fronteira e foram suspeitas pelos nazistas e pelos comunistas de serem desleais”.
Tusk fala polonês, cassúbio, alemão e inglês. Em 2014, quando foi nomeado Presidente do Conselho Europeu, ele foi criticado por seu inglês ruim e falta de conhecimento de francês. No entanto, ele passou por um treinamento intensivo de idiomas antes de assumir a função, dominando rapidamente o inglês. Em janeiro de 2019, Tusk fez um discurso de sete minutos apenas em romeno no Ateneu Romeno, em Bucareste, recebendo fortes aplausos.
As opiniões religiosas de Tusk tornaram-se um assunto de debate durante sua campanha presidencial de 2005. Para evitar mais especulações, pouco antes da eleição ele solicitou uma cerimônia de casamento católica com sua esposa Małgorzata, com quem havia se casado em uma cerimônia civil 27 anos antes.
Em 12 de dezembro de 2019, Tusk publicou seu livro de memórias Szczerze (Honestamente), refletindo sobre suas memórias dos cinco anos de mandato como Presidente do Conselho Europeu.

## Condecorações
O Prêmio Charlemagne da cidade de Aachen foi concedido a Tusk em 13 de maio de 2010 por seus méritos na unificação da Europa e por seu papel como “patriota e grande europeu”. Ele dedicou o prêmio às pessoas mortas no acidente aéreo de um avião Tu-154 da Força Aérea Polonesa em abril de 2010, incluindo o presidente polonês Lech Kaczyński. O elogio foi feito pela chanceler alemã Angela Merkel. 
Em maio de 2012, ele recebeu o Walther-Rathenau-Preis “em reconhecimento por seu compromisso com a integração europeia durante a presidência polonesa do Conselho da UE no segundo semestre de 2011 e por promover o diálogo polonês-alemão”. Em seu discurso, a chanceler alemã Merkel elogiou Tusk como “um europeu com visão de futuro”. No mesmo ano, ele também recebeu o Prêmio Europeu de Cultura Política. Em dezembro de 2017, ele recebeu um doutorado honorário da Universidade de Pécs, na Hungria, em reconhecimento às “realizações de Tusk como político polonês e europeu, que estão fortemente ligadas à história húngara, regional e europeia”. Em 16 de dezembro de 2018, Tusk foi agraciado com um doutorado honorário na Universidade TU Dortmund, na Alemanha, “em reconhecimento aos seus serviços à política europeia e à sua contribuição para o debate sobre os valores europeus”. Em 2019, ele recebeu um doutorado honorário da Universidade de Lviv, na Ucrânia, que aceitou no quinto aniversário da Revolução da Dignidade.
- Grã Cruz da Ordem do Sol (2008, Peru)[149][150]
- Grã-Cruz da Ordem Real de Mérito da Noruega (2012, Noruega)
- Ordem Presidencial de Excelência (2013, Geórgia)[151]
- Ordem da Cruz da Terra Mariana (2014, Estônia)[152]
- Primeira Classe da Ordem do Príncipe Yaroslav, o Sábio (2019, Ucrânia)[153]
- Grande-Colar da Ordem do Sol Nascente (2021, Japão)[154]

## Publicações
Był sobie Gdańsk, Gdańsk 1997
Idee gdańskiego liberalizmu, Gdańsk 1998
Solidarność i duma, Gdańsk 2005
- Wikinotícias